# Belu
Belu fue un antiguo rey asirio. Aparece como el decimocuarto entre los "diecisiete reyes que vivían en tiendas de campaña" en las Crónicas de Mesopotamia. De acuerdo con dichas crónicas, Belu fue precedido por Abazu y sucedido por Asarah. Casi nada se sabe sobre el reinado de Belu.
| Predecesor: Abazu | Rey de Asiria fl. c. 2244 a. C. — fl. c. 2231 a. C. | Sucesor: Asarah |